# Liparis brookesii
Liparis brookesii är en orkidéart som beskrevs av Henry Nicholas Ridley. Liparis brookesii ingår i släktet gulyxnen, och familjen orkidéer. Inga underarter finns listade i Catalogue of Life.